# L'amico venuto dallo spazio
L'amico venuto dallo spazio è un film del 1988, diretto da Linda Shayne. È una storia di ambientazione fantascientifica.

## Trama
Un ragazzo mentre è in visita da uno dei suoi nonni decide di sentire delle vecchie canzoni, una di esse, intitolata Purple People Eater sarà un mezzo di contatto con un alieno con cui stringerà amicizia. L'essere chiamato Purple per via del colore del suo volto lo aiuterà a difendere gli anziani da un piccolo complotto contro di loro.